# Aromânii din Bulgaria
Aromânii din Bulgaria (în aromână armãnji sau rrãmãnji; în bulgară Арумъни), cunoscuți în mod obișnuit ca „vlahi” (în bulgară Власи) și sub alte câteva nume, sunt o minoritate etnică aromână nerecunoscută din Bulgaria. Trăiesc aproximativ 2.000–3.000 de aromâni în această țară, deși, potrivit propriilor estimări, comunitatea aromânilor bulgari ar număra chiar 6.000 de persoane. Ei locuiesc în provinciile Rodopi de Vest, Blagoevgrad, Pazardjik, Plovdiv și Sofia și în orașul Sofia, capitala Bulgariei. Mai exact, aromânii din Bulgaria sunt concentrați în satele Anton și Dorkovo și în orașele Blagoevgrad, Dupnița, Peștera, Rakitovo, Samokov, Sofia și Velingrad, precum și în părți din provinciile menționate mai sus situate în Munții Balcani. Unii aromâni locuiesc, de asemenea, în orășelele Brațigovo și Pirdop și în orașele Plovdiv și Pazardjik, precum și în unele localități din lanțul muntos Rila.

## Istorie

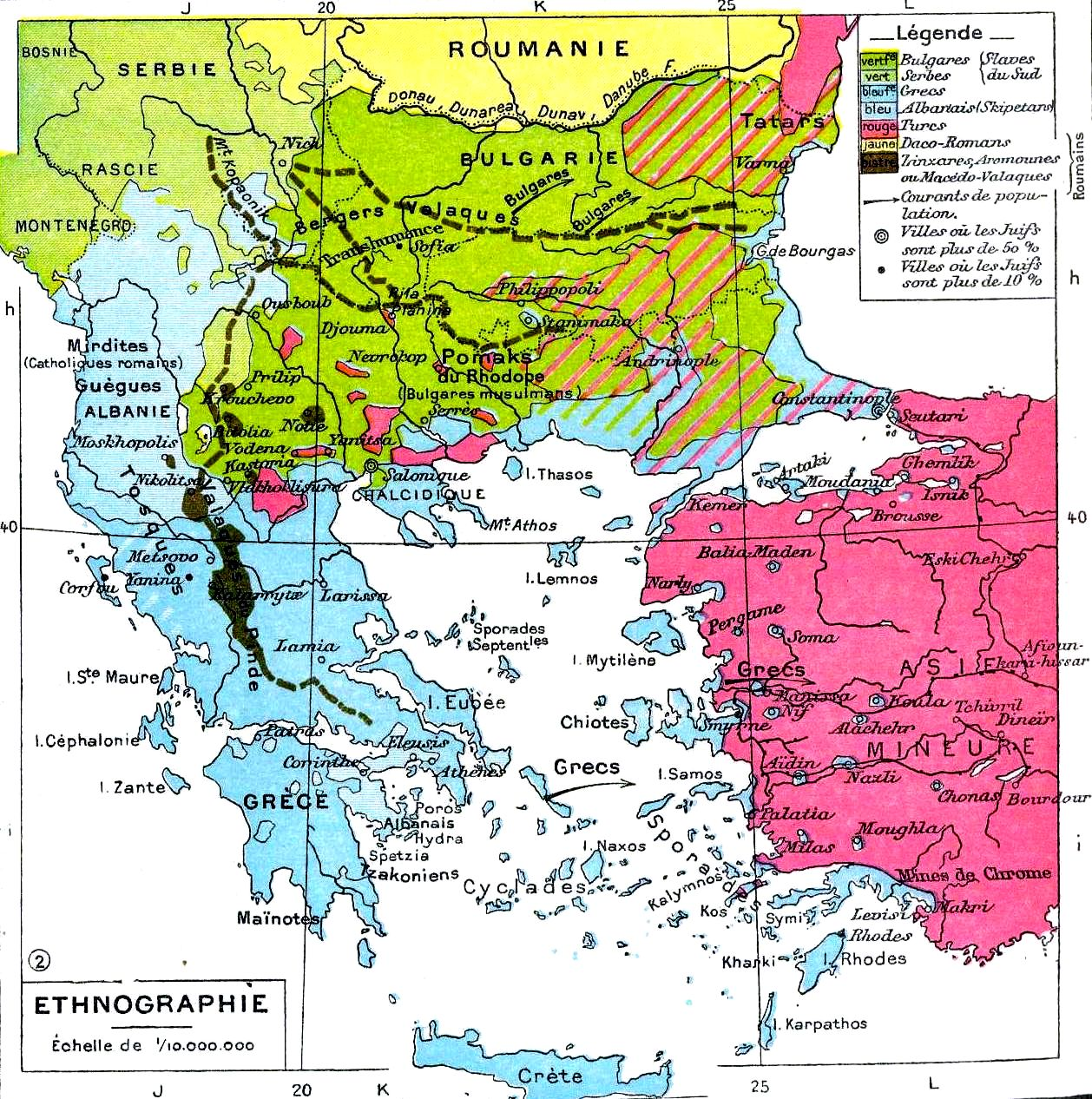
O hartă etnică a Balcanilor din 1898. Aromânii, reprezentați în negru, pot fi văzuți împrăștiați pe tot teritoriul Bulgariei moderne. Românii, strâns înrudiți, reprezentați în galben, sunt prezenți și în nordul țării.

Aromânii au ajuns în Bulgaria în mai multe valuri de migrație. Mai întâi, un grup de negustori și meșteșugari aromâni au migrat pe teritoriul actualului stat Bulgaria în secolul al XVII-lea. Descendenții acestor oameni sunt în mare măsură asimilați în prezent, având doar rămășițe din cultura aromână și o identitate aromână slabă, care se împletește cu o identitate bulgară proeminentă și mai relevantă. Ulterior, un grup de păstori din Munții Gramos din Grecia au emigrat în Bulgaria modernă în cursul secolului al XVIII-lea. Descendenții lor au în prezent o identitate aromână mai puternică în comparație cu cea a aromânilor care au venit în Bulgaria în secolul al XVII-lea. În plus, unii aromâni au părăsit orașul Moscopole din actualul stat Albania, fost centru cultural al întregii națiuni aromâne, în urma distrugerii acestuia în cea de-a doua jumătate a secolului al XVIII-lea, unii migrând pe teritoriul actualului stat Bulgaria, dar și pe teritoriile actualelor state Serbia și Macedonia de Nord. Acești aromâni au devenit conducători de seamă ai mișcărilor naționale din aceste țări, inclusiv din Bulgaria, și au primit numele de „țințari”, care a ajuns să fie adoptat de aromânii din Serbia.
În urma recunoașterii millet-ului vlah în Imperiul Otoman la începutul secolului al XX-lea, care a acordat aromânilor drepturi precum cel de a-și folosi propria limbă în biserici și școli, bandele de etnici bulgari și greci din Imperiul Otoman au început să-i persecute și să-i atace pe aromâni, ucigând uneori preoți aromâni sau atacând sate întregi de aromâni. Autoritățile grecești s-au alăturat ulterior acestei persecuții etnice în timpul Războaielor Balcanice din 1912 și 1913, la fel cum au făcut și cele bulgare, care au început să confiște bisericile aromâne și să le predea comunităților ortodoxe vorbitoare de limba bulgară. Escaladarea violenței, combinată cu situația de instabilitate politică, i-au determinat pe unii aromâni să emigreze în România, care încerca în acele vremuri să se înfățișeze ca „patrie” a acestui grup etnic. Aromânii au migrat îndeosebi în Cadrilater, o fostă regiune bulgară din sudul Dobrogei anexată de România în 1913. Această regiune avea o numeroasă populație bulgară (și, de asemenea, turcă), care era ostilă stăpânirii românești. Ca urmare, România a trimis mai multe familii de români din alte părți ale țării, dar și aromâni din provinciile Peninsulei Balcanice, ca să colonizeze regiunea. Numărul familiilor de aromâni care s-au stabilit în Cadrilater variază între 2.500 și 6.000. Odată așezați aici, aromânii s-au angajat adesea în confruntări violente cu comunitățile bulgare autohtone.
Această situație s-a perpetuat până la 7 septembrie 1940, când a fost semnat Tratatul de la Craiova. Prin acest tratat, România a fost nevoită să cedeze Cadrilaterul Bulgariei. A fost organizat un schimb de populație între cele două țări: toți bulgarii din nordul Dobrogei, o altă regiune a României, au fost expulzați în sudul Dobrogei, în timp ce românii, aromânii și meglenoromânii (un alt grup etnic din Balcani care s-a stabilit în regiune) din sudul Dobrogei, considerați toți ca români în cursul negocierilor, au fost relocați în nordul Dobrogei. Autoritățile române au propus și schimburi de minorități din afara Dobrogei între cele două țări, ceea ce ar fi însemnat că toți aromânii din Bulgaria să fie aduși în România. Cu toate acestea, autoritățile bulgare au respins propunerea.
Ca urmare a schimbului de populație dintre Bulgaria și România, mai există astăzi aproximativ 2.000–3.000 sau chiar 6.000 de aromâni în Bulgaria.. Ei nu sunt recunoscuți oficial ca minoritate etnică națională și sunt asimilați într-o anumită măsură, majoritatea aromânilor declarându-se bulgari sau „vlahi” la recensămintele bulgare. Aromânii bulgari nu au școli în limba lor, iar numărul de organizații etnice este foarte scăzut. Biserica ortodoxă română „Sfânta Treime” din Sofia este folosită atât de românii bulgari, cât și de aromânii bulgari pentru organizarea de activități etnice. Astăzi, Asociația Aromânilor din Sofia se remarcă drept unul dintre cei mai vii susținători ai culturii și drepturilor aromânilor din Bulgaria, publicând din 1998 ziarul Armănlu. Alte organizații aromâne sunt prezente în localitățile Dupnița, Peștera și Velingrad, iar ansambluri folclorice aromâne există în aproape toate localitățile locuite de aromâni de pe teritoriul acestei țări. În ciuda acestui fapt, ca urmare a numărului scăzut de aromâni existent în Bulgaria, activitățile culturale ale acestei comunități etnice sunt aproape inexistente. Aromânii bulgari sunt de obicei poligloți în prezent, mulți cunoscând aromâna și bulgara, dar și greaca și turca, și având cunoștințe limitate de română. Endogamia etnică (căsătoria între ei a membrilor aceluiași grup etnic) este, de asemenea, o trăsătură tradițională a aromânilor din Bulgaria, deși în ultima vreme au existat numeroase căsătorii cu etnicii bulgari.
Aromânii din Bulgaria au o relație bună cu românii din această țară. Ambele comunități folosesc Biserica ortodoxă română din Sofia pentru activitățile religioase și există numerpase asemănări culturale și folclorice între ele. Unii aromâni bulgari se autointitulează chiar „români”, deosebindu-se însă de românii actuali care trăiesc de-a lungul Dunării în Bulgaria, care sunt menționați uneori prin exonimul mucan („mocan”). S-a constatat că acest termen cu referire la români este folosit și de aromânii din România, care locuiesc în nordul Dobrogei. În plus, aromânii și românii din Bulgaria sunt denumiți în mod colectiv „vlahi”. Prin acest termen sunt identificați, de asemenea, țiganii băieși vorbitori de limbă română. Un alt grup etnic cu care aromânii din Bulgaria au relații strânse este cel al sărăcăcianilor (saracaceanii sau sărăcățenii), un subgrup grec transhumant.